# Valontita
Valontita es una localidad del Municipio de Huajicori, estado de Nayarit. (México). Es un anexo del Ejido de Quiviquinta, tiene una altitud de 480 m s. n. m., y se localiza geográficamente en 22º56'48" N y 105º19'25" W.

## Demografía
Según el conteo de 1995, registró una población de 129 habitantes, mayoritariamente indígenas tepehuanos. Para 2000, el censo registró solamente 59 residentes, teniéndose una baja considerable en relación con 1995.

## Problemática Limítrofe
Actualmente, está bajo la jurisdicción del Estado de Durango, según el Instituto Nacional de Estadística y Geografía, pertenece a este Estado; pero, el Instituto Federal Electoral, asegura que es parte de Nayarit, registrando a Valontita en el área de la Sección electoral 0198, con cabecera en El Contadero, Nayarit.[cita requerida]
Considerando que los límites políticos-administrativos están deslindados por la autoridad electoral y en consecuencia por la Suprema Corte de Justicia de la Nación, se consideró ubicarla en Nayarit.[cita requerida]

## Ubicación
Se ubica a 65 km al norte de la cabecera municipal Huajicori, y a 245 km de Tepic, la capital de Nayarit.

## Producción
Se produce maíz elotero y forrajes. Hay un gran número de cabezas de ganado bovino, equino y caprino.  Es una zona de difícil acceso, y se presta mucho para actividades delictivas por estar en disputa su jurisdicción.